# Disclaimer (álbum)
Disclaimer es el primer álbum de la banda sudafricana de Metal Alternativo Seether, lanzado el 20 de agosto de 2002. El álbum tiene diez variantes diferentes de carátula.

## Lista de canciones
Todas las canciones están escritas por Shaun Morgan y Dale Stewart.

| Disclaimer |                |          |  |
| N.º        | Título         | Duración |  |
| 1.         | «Gasoline»     | 2:49     |  |
| 2.         | «69 Tea»       | 3:31     |  |
| 3.         | «Fine Again»   | 4:04     |  |
| 4.         | «Needles»      | 3:26     |  |
| 5.         | «Driven Under» | 4:34     |  |
| 6.         | «Pride»        | 4:07     |  |
| 7.         | «Sympathetic»  | 4:07     |  |
| 8.         | «Your Bore»    | 3:53     |  |
| 9.         | «Fade Away»    | 3:53     |  |
| 10.        | «Pig»          | 3:22     |  |
| 11.        | «F*ck It»      | 2:58     |  |
| 12.        | «Broken»       | 4:17     |  |

## Miembros
Seether
- Shaun Morgan - Guitarra, voz
- Dale Stewart - Bajo, coros
- Nick Oshiro - Batería